# Rio Cabrão
Rio Cabrão é uma povoação portuguesa do Município de Arcos de Valdevez que foi sede da extinta Freguesia de Rio Cabrão, freguesia que tinha 1,73 km² de área e 135 habitantes (2011), e, por isso, uma densidade populacional de 78 hab/km².
A Freguesia de Rio Cabrão foi extinta em 2013, no âmbito de uma reforma administrativa nacional, tendo sido agregada à freguesia de Madalena de Jolda, para formar uma nova freguesia denominada União das Freguesias de Jolda (Madalena) e Rio Cabrão com sede em Madalena de Jolda.
Além da sede, as localidades da freguesia eram: Alqueires, Boal, Codeceira, Coto Rio Cabrão, Fundo de Vila, Igreja, Letrigo, Monte, Pinhô, Pontizela, Quintela.
Festas e romarias: Santo António e S. Lourenço (10 Agosto).

## População
| 1911 | 1920 | 1930 | 1940 | 1950 | 1960 | 1970 | 1981 | 1991 | 2001 | 2011 |
| 211  | 184  | 181  | 247  | 267  | 250  | 267  | 252  | 195  | 144  | 135  |

Nos anos de 1864 a 1900 estava anexada à freguesia de Cendufe
| Distribuição da População por Grupos Etários | Distribuição da População por Grupos Etários | Distribuição da População por Grupos Etários | Distribuição da População por Grupos Etários | Distribuição da População por Grupos Etários | Distribuição da População por Grupos Etários | Distribuição da População por Grupos Etários | Distribuição da População por Grupos Etários | Distribuição da População por Grupos Etários | Distribuição da População por Grupos Etários |
| -------------------------------------------- | -------------------------------------------- | -------------------------------------------- | -------------------------------------------- | -------------------------------------------- | -------------------------------------------- | -------------------------------------------- | -------------------------------------------- | -------------------------------------------- | -------------------------------------------- |
| Ano                                          | 0-14 Anos                                    | 15-24 Anos                                   | 25-64 Anos                                   | > 65 Anos                                    |                                              | 0-14 Anos                                    | 15-24 Anos                                   | 25-64 Anos                                   | > 65 Anos                                    |
| 2001                                         | 17                                           | 25                                           | 70                                           | 32                                           |                                              | 11,8%                                        | 17,4%                                        | 48,6%                                        | 22,2%                                        |
| 2011                                         | 21                                           | 12                                           | 64                                           | 38                                           |                                              | 15,6%                                        | 8,9%                                         | 47,4%                                        | 28,1%                                        |

.

## História
Em 1258, na lista das igrejas situadas no território de Entre Lima e Minho, elaborada por ocasião das Inquirições de D. Afonso III, São Lourenço de Rio Cabrão é citada como uma das igrejas pertencentes ao bispado de Tui. Era então denominada "Sancto Laurentio".
Em 1320, no catálogo das mesmas igrejas, mandado efetuar pelo rei D. Dinis, para pagamento da taxa, São Lourenço de Rio Cabrão, então denominada São Lourenço de "Rodalhi", foi taxada em 50 libras.
Em 1444, D. João I conseguiu do papa que o território, de Entre Lima e Minho passasse a pertencer ao bispado de Ceuta. Mais tarde, em 1512, toda a comarca eclesiástica de Valença passou para o arcebispado de Braga, recebendo em troca o bispo de Ceuta, D. Henrique, a comarca de Olivença.
Em 1546, no Memorial feito pelo vigário da Comarca de Valença, Rui Fagundes, no tempo de D. Manuel de Sousa, São Lourenço de Cabrão estava anexa, juntamente com São João de Parada, ao mosteiro de Ázere. No Censual de D. Frei Baltasar Limpo, na cópia de 1580 São Lourenço de Cabrão era anexa perpetuamente. Eram-lhe também anexas São João de Parada e Santa Maria de Paços e São Cosme de Ázere. Segundo Américo Costa, foi vigairaria da apresentação do reitor de Ázere.
Em termos administrativos, a freguesia de Rio Cabrão esteve anexa à de Cendufe nos anos de 1864 a 1900.

## Património
- Igreja Paroquial
- Solar de Quintela
- Solar do Casal do Paço
- Solar dos Pimenta de Castro

## Códigos postais
Alqueires: 4970-291 Rio Cabrão
Boal: 4970-292 Rio Cabrão
Codeceira: 4970-293 Rio Cabrão
Coto Rio Cabrão: 4970-294 Rio Cabrão
Fundo de Vila: 4970-295 Rio Cabrão
Igreja: 4970-296 Rio Cabrão
Monte: 4970-297 Rio Cabrão
Letrigo: 4970-300 Rio Cabrão
Pinhô: 4970-301 Rio Cabrão
Pontizela: 4970-298 Rio Cabrão
Quintela: 4970-299 Rio Cabrão